# پیر هنری دو ولانسین

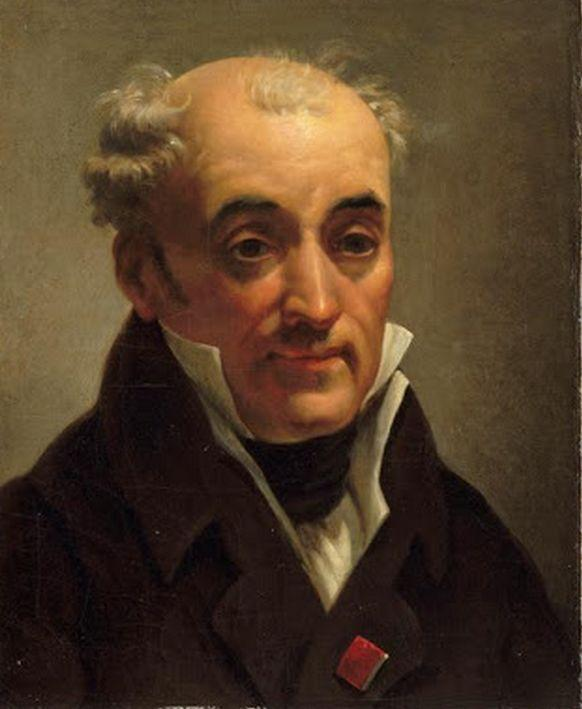
خودنگاره پیر هنری دو ولانسین

پیر هنری دو ولانسین (۶ دسامبر ۱۷۵۰ میلادی - ۱۶ فوریه ۱۸۱۹) نقاش فرانسوی و ارتقا دهنده نقاشی فضای باز بود.

## کار و زندگی
ولانسین از سال ۱۷۷۸ تا ۱۷۸۲ میلادی در رم کار می‌کرد، جایی که تعدادی مطالعه‌ی منظره را مستقیماً از طبیعت انجام داد و گاهی یک مجموعه از درختان یا خانه‌ای را در زمان‌های مختلف روز نقاشی می‌کرد. او این ایده را در رساله‌ی خود در سال ۱۸۰۰ با عنوان «تأملات و توصیه‌هایی به یک دانشجو در مورد نقاشی، به‌ویژه منظره» مطرح کرد و مفهومی را توسعه داد که آن را «پرتره‌ی منظره» نامید، به این معنا که هنرمند منظره را مستقیماً در حین مشاهده‌ی آن نقاشی کند.
او هنرمندان و شاگردان خود را ترغیب می‌کرد که جزئیات خاص معماری، پوشش، کشاورزی و سایر ویژگی‌های یک صحنه را ثبت کنند تا حس تعلق آن منظره به یک مکان خاص را تقویت نمایند.
او در شهر تولوز متولد شد، در پاریس درگذشت و در گورستان پر-لاشز پاریس به خاک سپرده شد.

## آثاز برگزیده

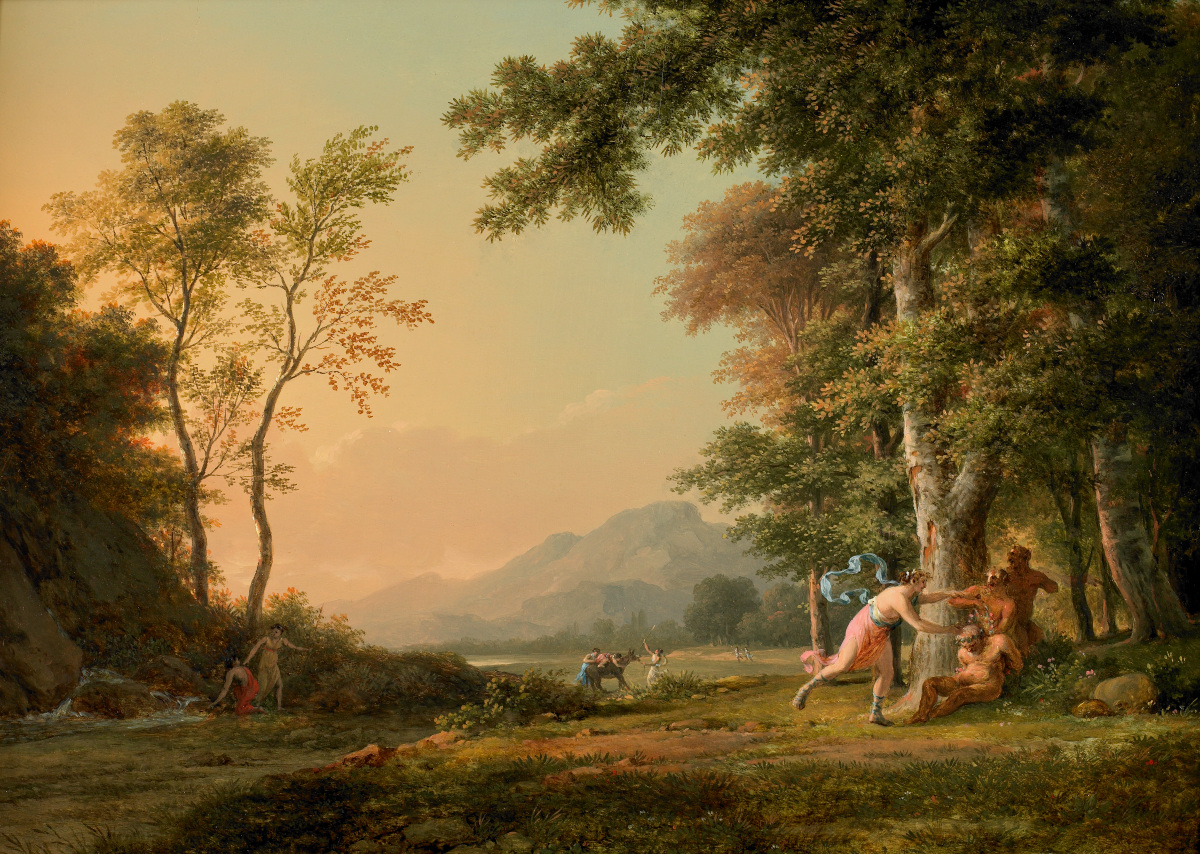
منظره‌ای جنگلی با صحنه‌ای از جشن باکوسی، حدود ۱۸۱۰
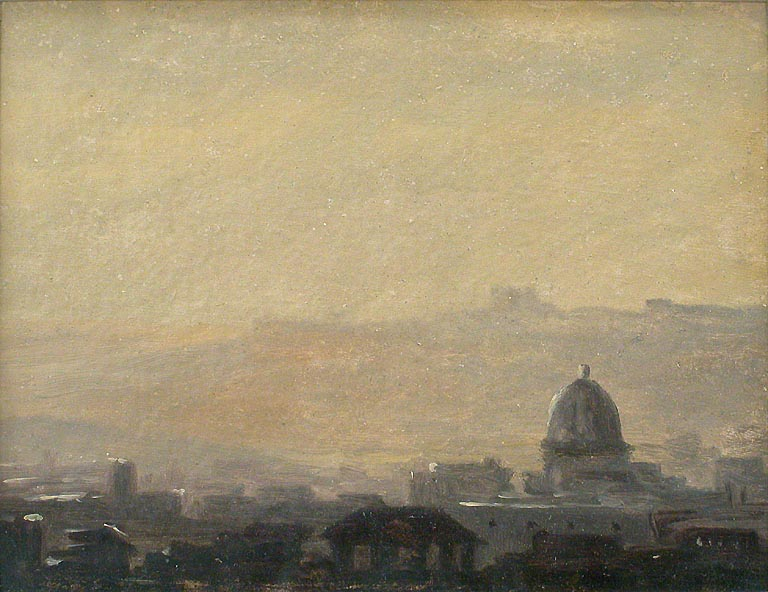
چشم‌اندازی از حوالی رم
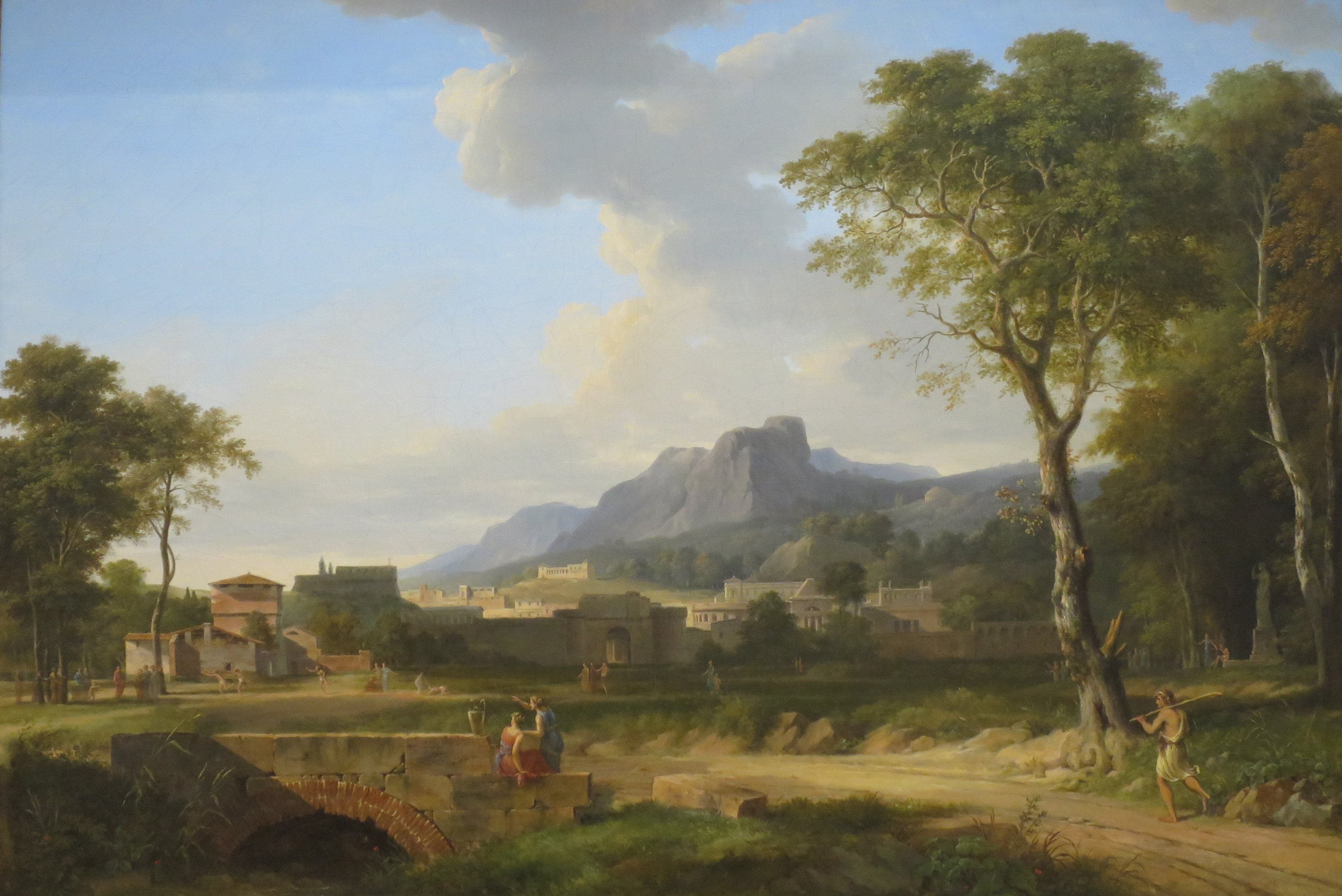
کاپریچیو از رم با پایان یک ماراتن، ۱۷۸۸
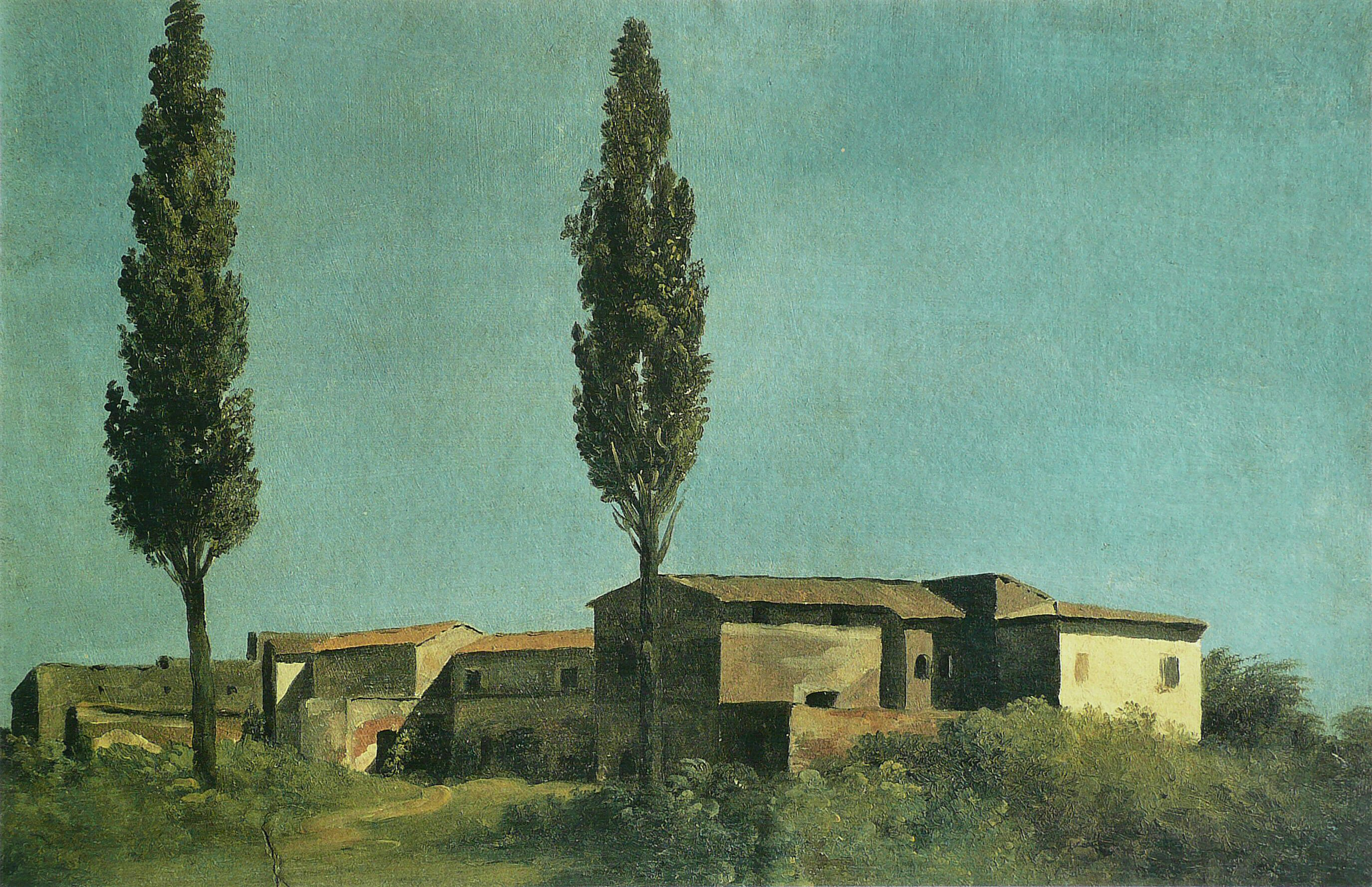
در ویلا فارنه‌زه: دو سپیدار
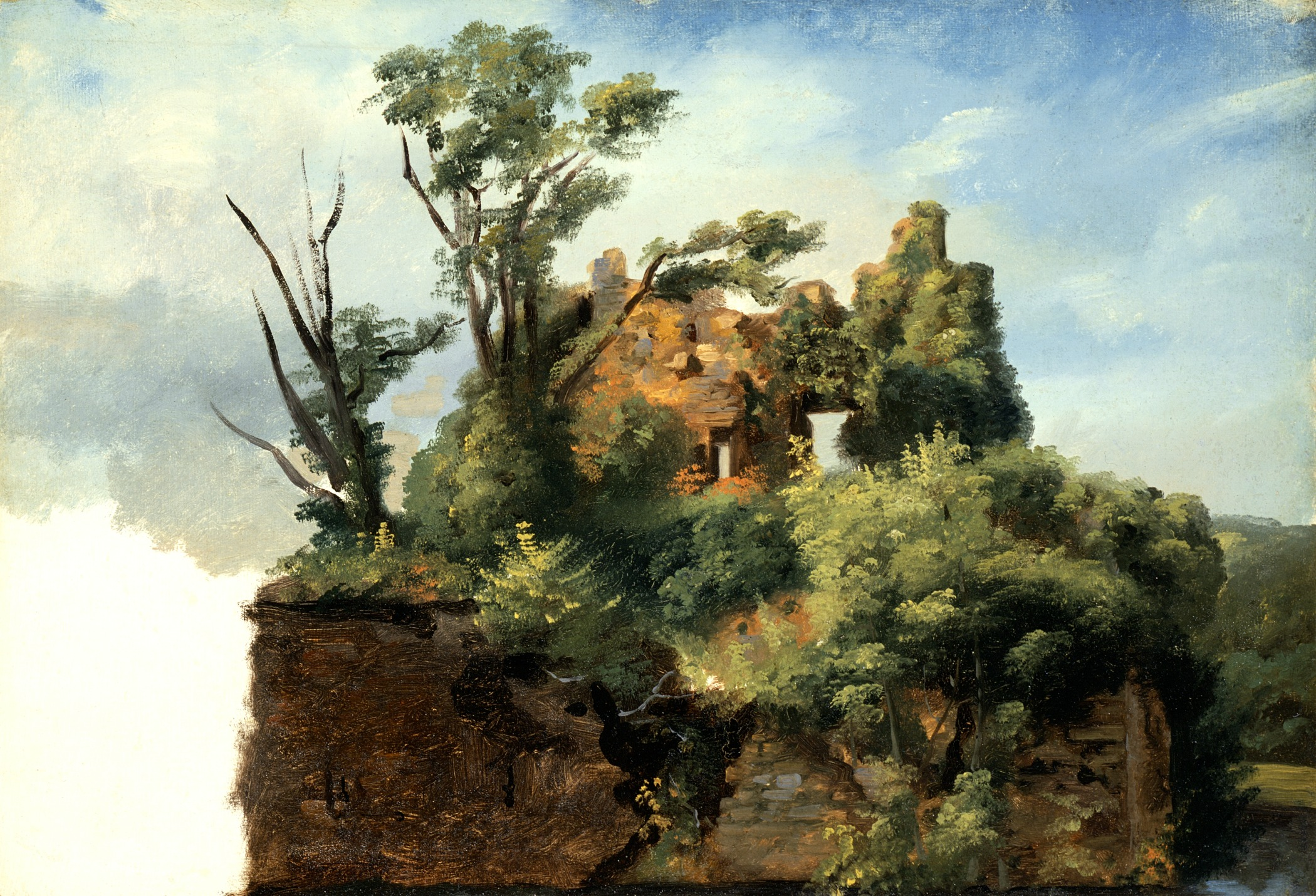
منظره‌ای با ویرانه‌ها، حدود ۱۷۸۲-۱۷۸۵
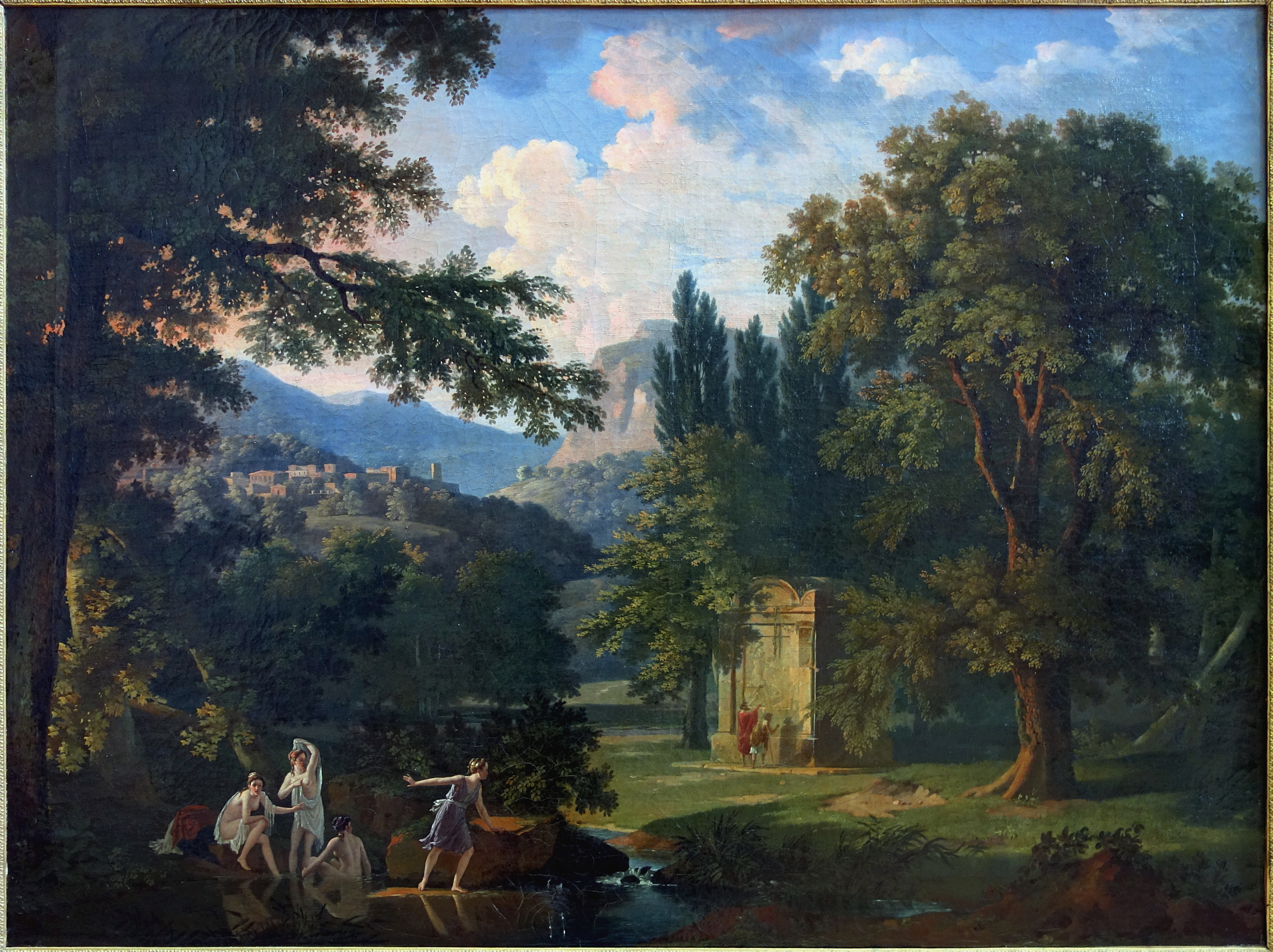
منظره‌ای تاریخی، حدود ۱۸۰۰
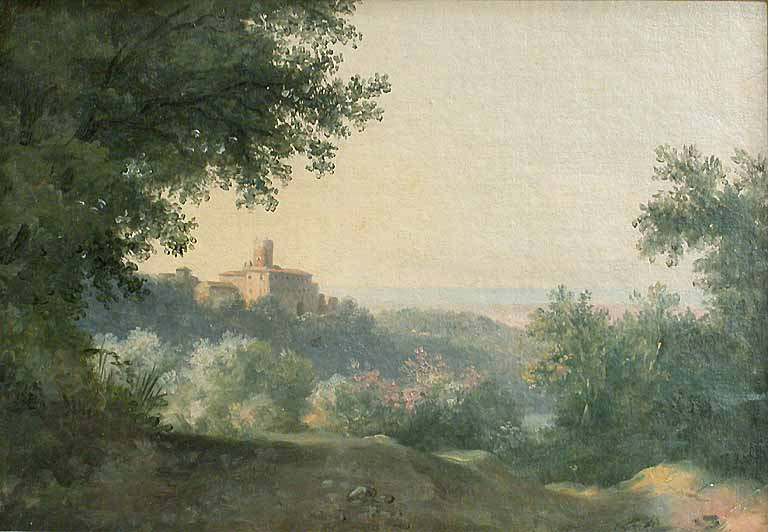
نمایی از کاخ نمی، حدود ۱۷۸۰
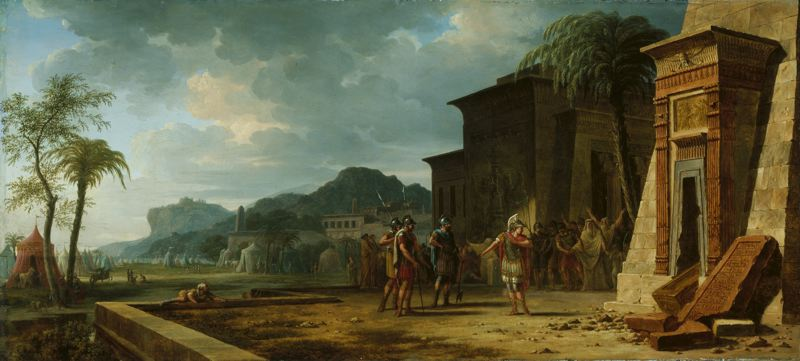
اسکندر مقدونی در کنار مقبره کوروش بزرگ، ۱۷۹۶